# Teri Hatcher
Teri Lynn Hatcher, född 8 december 1964 i Palo Alto, Kalifornien, är en amerikansk skådespelerska. Hon är mest känd för rollerna som Lois Lane i TV-serien Lois & Clark (1993–1997) och som Susan Mayer i Desperate Housewives (2004–2012).

## Biografi
Teri Hatcher föddes i Palo Alto men växte upp i Sunnyvale i Santa Clara County.
Hatcher hade en framträdande biroll som Penny Parker i TV-serien MacGyver (1986–1987). År 1997 gjorde hon en roll som bondbruden Paris Carver i Tomorrow Never Dies. År 2004 blev Teri Hatcher en av Hollywoods mest dagsaktuella kvinnliga stjärnor genom succéserien Desperate Housewives. I januari 2005 vann hon en Golden Globe för sin roll som Susan Mayer i denna serie. I maj 2006 utkom hennes första bok Burnt Toast: And Other Philosophies of Life (översättning av Helena Hansson, Rostat bröd och andra tankar om livet, 2007). Hon har även medverkat i Alvin och gänget 2.

## Privatliv
Teri Hatcher var från 1988 till 1989 gift med Marcus Leithold. 1994 gifte hon sig med Jon Tenney, äktenskapet varade i nio år. Paret fick 10 november 1997 dottern Emerson Rose.

## Filmografi (urval)
- 1986-1987 – MacGyver (TV-serie) i rollen som Penny Parker
- 1989 – Tango & Cash
- 1990 – Tales from the Crypt, avsnitt The Thing from the Grave (gästroll i TV-serie)
- 1993 – Seinfeld i rollen som Sidra
- 1993-1997 – Lois & Clark (TV-serie)
- 1997 – Tomorrow Never Dies
- 2001 – Spy Kids
- 2004 – 2 1/2 män, avsnitt I Remember the Coatroom, I Just Don't Remember You (gästroll i TV-serie)
- 2004-2012 – Desperate Housewives (TV-serie) – Susan Delfino
- 2009 – Coraline och spegelns hemlighet – röst till Mel Jones/Andra mamman
- 2013 – Flygplan – röst till Dottie